# Le Visiteur de Noël
Pour plus de détails, voir Fiche technique et Distribution.
Le Visiteur de Noël (A Christmas Visitor) est un téléfilm de Noël américain réalisé par Christopher Leitch et diffusé le 21 décembre 2002 sur Hallmark Channel.

## Synopsis
Un peu avant Noël, George assiste chaque année à la cérémonie militaire donnée par le maire en mémoire des soldats disparus au cours des grandes guerres. Ce moment ravive toujours une douleur présente, liée à la disparition de son fils disparu onze ans plus tôt lors de la guerre du Golfe. De plus, le vieil homme ne peut s'empêcher de se tourmenter pour sa fille, atteinte d'un cancer du sein. Un soir, il fait une rencontre qui bouleverse sa vie, celle de Matthew, un auto-stoppeur qui a participé au conflit dans le Golfe dans la même unité que son fils.

## Fiche technique
- Titre : Le Visiteur de Noël
- Titre original : A Christmas Visitor
- Réalisation : Christopher Leitch
- Scénario : George Samerjan et David Saperstein
- Musique : Charles Bernstein
- Photographie : Ron Orieux
- Montage : Michael Brown
- Production : Paul D. Goldman et Frank Siracusa
- Société de production : Cypress Point Productions et Whizbang Films
- Pays :  États-Unis
- Genre : Drame
- Durée : 100 minutes
- Première diffusion : 
  - États-Unis : 21 décembre 2002 sur Hallmark Channel
  - France : 22 décembre 2003 sur M6

## Distribution
- William Devane (VF : Claude d'Yd) : George Boyajian
- Aaron Ashmore (VF : Anatole de Bodinat) : John Boyajian
- Meredith Baxter (VF : Frédérique Tirmont) : Carol Boyajian
- Dean McDermott (VF : Guillaume Orsat) : Matthew
- Reagan Pasternak (VF : Barbara Kelsch) : Jenny Boyajian
- Riley Chitty : Jenny Boyajian à 11 ans
- Richard Blackburn : Larry Williamson
- Judy Sinclair (VF : Claude Chantal) : Mary Simpson
- Mung-Ling Tsui : Docteur Ortiz
- Jonathan Whittaker : Tom
- Frank McAnulty (VF : Paul Borne) : Artie
- Joan Gregson : Miss Kearney